# آلین ویلارس ریس
آلین ویلارس ریس (انگلیسی: Aline Villares Reis؛ زادهٔ ۱۵ آوریل ۱۹۸۹) بازیکن فوتبال اهل برزیل است.

وی همچنین در تیم ملی فوتبال زنان برزیل بازی کرده‌است.